# يوزيف هورفاث
يوزيف هورفاث (21 مايو 1949 في المجر - ) (بالمجرية: Horváth József) هو لاعب كرة قدم مجري في مركز الوسط. شارك مع منتخب المجر لكرة القدم. أما مع النوادي، فقد لعب مع روت فايس إيسن ونادي أويبست وسان خوزيه إيرث كويكس وواشنطن ديبلومتس وروتشستر لانسر ‏ وBuffalo Stallions ‏ وNew Jersey Rockets (MISL) ‏.

## وصلات خارجية
- يوزيف هورفاث على موقع الاتحاد الأوربي (الإنجليزية)
- يوزيف هورفاث على موقع قاعدة بيانات كرة القدم.إي يو (الإنجليزية)
- يوزيف هورفاث على موقع بيانات كرة القدم. دي إي (الألمانية)
- يوزيف هورفاث على موقع ناشيونال فوتبول تيمز (الإنجليزية)